# Prince Philip Glacier
Prince Philip Glacier är en glaciär i Antarktis. Den ligger i Östantarktis. Australien gör anspråk på området. Prince Philip Glacier ligger 707 meter över havet.
Terrängen runt Prince Philip Glacier är bergig österut, men västerut är den kuperad. Trakten är obefolkad. Det finns inga samhällen i närheten. 